# إغناثيو رولون
إغناثيو رولون (بالإسبانية: Ignacio Rolón)‏ هو لاعب كرة قدم ومدرب كرة قدم باراغواياني في مركز الهجوم، ولد في 23 نوفمبر 1974 في سان انطونيو، باراغواي ‏ في باراغواي. لعب مع نادي خنرال دياز.